# Замок Робсволл
Замок Робсволл (англ. Robswall Castle) — один из замков Ирландии, расположен в графстве Дублин, на землях Малахайда, в пригороде Дублина Робсволл-таун. Замок стоит на берегу реки Бродмедоу, в десяти минутах ходьбы до берега моря, возле дороги, связывающей Портмарнок и Малахайд.
Замок расположен в стороне от главной дороги и окружён каменной стеной; имеет вид укреплённого поместья с квадратной башней. Дом двухэтажный, с интерьером со сводчатыми потолками и круглой лестницей, ведущей на первый этаж. Каменные лестницы ведут к башням и бойницам. Замок является частным жильём и закрыт для посторонней публики.

## История
Замок был построен в XV веке семьей де Бермингем. Сначала была построена четырёхэтажная башня. В замке потом жили монахи-цистерцианцы аббатства Святой Марии. Замок расположен у входа в гавань, что гарантировало постоянный достаток рыбы для монахов, поскольку местные рыбаки всегда давали пожертвования монахам перед входом в порт. Кроме того, после каждого кораблекрушения монахам тоже что-то доставалось из выброшенного на берег.
Король Англии Генрих VIII ввел протестантизм и разогнал монастыри. В 1540 году монастырь в замке Робсволл был ликвидирован и замок был дарован Патрику Барнвеллу — заместителю главного прокурора Ирландии. Ему же принадлежал небольшой порт возле замка. Замок был описан Даунсом Серви. В описании указывается, что замок принадлежит Барнволлу Терви. Через некоторое время один этаж башни был снесён.